# Hilda Indasi
Hilda Indasi Luvandwa, née le 18 mai 1985 à Kakamega, est une joueuse kényane de basket-ball évoluant au poste d'arrière.

## Carrière
Elle participe aux championnats d'Afrique 2013 et 2019.
Elle évolue en club au Kenya Ports Authority.